# Напівпровідниковий діод

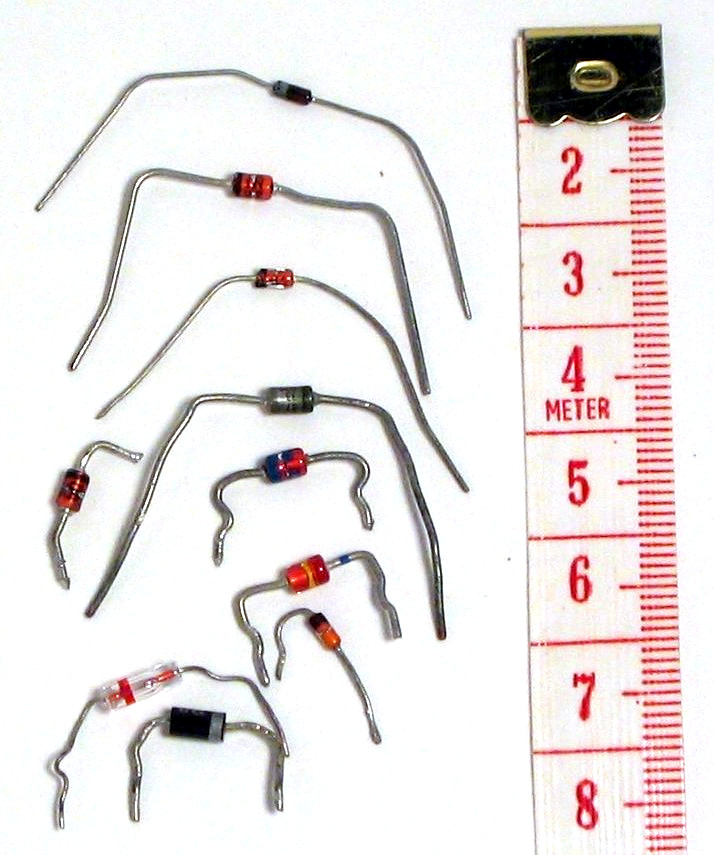
Напівпровідникові діоди

Напівпровіднико́вий діо́д (англ. semiconductor (crystal) diode) — напівпровідниковий прилад з одним випрямним електричним переходом і двома зовнішніми виводами. На відміну від інших типів діодів, принцип дії напівпровідникового діода ґрунтується на явищі p-n переходу.
Випрямним електричним переходом в напівпровідникових діодах може бути електронно-дірковий перехід, гіперперехід або контакт метал-напівпровідник.
Випрямний перехід, окрім ефекту випрямлення, має й інші властивості, що використовуються для створення різних видів напівпровідникових діодів: випрямних діодів, стабілітронів, лавинно-пролітних діодів, тунельних діодів, варикапів та інших. Тому напівпровідникові діоди поділяють: на випрямні, високочастотні та надвисокочастотні, імпульсні, опірні (стабілітрони), чотиришарові перемикаючі PIN-діоди, фотодіоди, світлодіоди, тунельні діоди та інші.
Принцип роботи напівпровідникового діода відкрив у 1874 році
Карл Фердинанд Браун.

## Види напівпровідникових діодів
Загалом, механізм односторонньої провідності у діодів однаковий, проте для його створення можна використовувати не лише виключно напівпровідники, а й метали.

### Напівпровідник-напівпровідник
Якщо сплавити напівпровідники з різними типами провідності (n- та p-провідністю), то на межах їх стику утворюється p-n-перехід. Вільні електрони з області напівпровідника з n-провідністю рекомбінують з «дірками» напівпровідника з p-провідністю. Утворюється нейтральний шар, який розділяє дві області з електричними зарядами. Створюється різниця потенціалів. Якщо подати напругу негативним знаком на n-область та позитивним на p-область, то електрони будуть здатні подолати нейтральний бар'єр і через діод потече струм (пряме увімкнення діода). Якщо подати напругу додатним знаком на n-область, а негативним на p-область, то нейтральний шар розшириться і струм протікати не буде.

### Метал-напівпровідник
Якщо методом катодного розпилення, або вакуумного осадження, на очищену зону напівпровідника нанести метал, то утвориться з'єднання метал-напівпровідник. Робота виходу електронів з металу значно більша, ніж у напівпровідника. Тому утвориться різниця робіт виходу, та різниця потенціальних бар'єрів. Це зумовить перехід електронів із напівпровідника до металу, та відсутність переходу електронів із металу до напівпровідника.

## Основні параметри напівпровідникового діода
- Is — струм насичення (тепловий струм);
- Rб — опір бази діода;
- Rа — активний опір;
- RД — диференційний опір;
- Cб — бар'єрна ємність;
- СД — дифузійна ємність
- Rтп к — тепловий опір перехід — корпус;
- Кв — коефіцієнт випростування;
- φк — контактна різниця потенціалів.

## Проектування
При автоматизованому  проектуванні мікроелектронної апаратури (МЕА), широко використовуються моделі елементної бази, зокрема, моделі напівпровідникових приладів та інтегральних мікросхем (ІМС). Найпоширенішими є топологічні моделі, наведені у вигляді еквівалентної заступної схеми, або неспрямованого графа, гілки яких відбивають шляхи розповсюдження фізичного процесу у приладах.

## Застосування
Застосовується практично у всіх електронних схемах, та в багатьох електричних приладах.